# Blechnum deorsolobatum
Blechnum deorsolobatum är en kambräkenväxtart som beskrevs av Guido Georg Wilhelm Brause. Blechnum deorsolobatum ingår i släktet Blechnum och familjen Blechnaceae. Inga underarter finns listade.